# سيدروس بنك

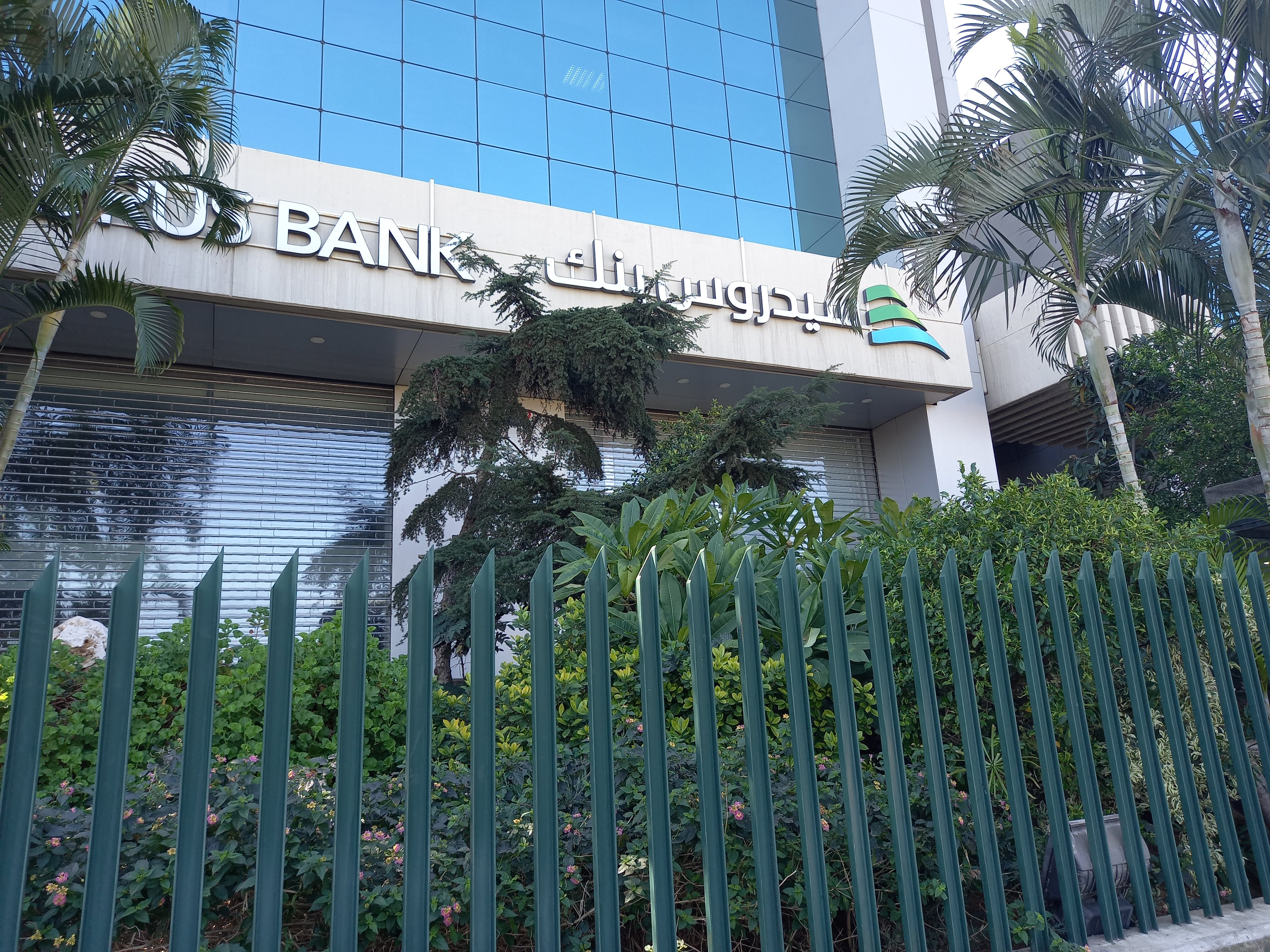
المبنى الخارجي في سن الفيل

سيدروس بنك (جزء من مجموعة سيدروس "Cedrus Group") هو بنك لبناني تأسس في عام 2015  ، يخدم الأفراد والشركات في لبنان والمنطقة على حد سواء ، ويقدم الخدمات المصرفية التجارية  مثل الخدمات المصرفية عبر الإنترنت ، والتسهيلات الائتمانية ، والرهون العقارية ، القروض والمشاريع التجارية والقروض الشخصية.
في 3 آذار (مارس) 2018 ، أعلنت شركة سيدروس انفست بنك Cedrus Invest Bank عن استحواذه على بنك ستاندرد تشارترد في لبنان  وإطلاق سيدروس بنك. تمتلك سيدروس انفست بنك 85٪ من رأس مال سيدروس بنك الذي بلغ 60 مليون دولار في عام 2018 ، وال 15٪ المتبقية لنيكولا شماس  ، رئيس جمعية تجار بيروت .
تم تعيين فادي العسلي ، الشريك المؤسس لبنك سيدروس انفست بنك ، الرئيس التنفيذي للبنك الجديد و نيكولا شماس نائبًا للرئيس.

## الخدمات[7]
تشمل خدمات سيدروس بنك الخدمات المصرفية التجارية والتجزئة:
- الحسابات الجارية وحسابات التوفير
- قروض الإسكان
- قروض الرهن العقاري
- قروض شخصية
- بطاقات الائتمان
- قروض السيارات
- الاستثمارات
- التأمين المصرفي
- حسابات ائتمانية
- تسهيلات السحب على المكشوف
- قروض طويلة الأجل
- إعادة تمويل البضائع
- تمويل المشروع
- قروض مدعومة
- قروض كفالات
- قروض العقارات التجارية

## ادعاءات
عُرف أن البنك مملوك من الرئيس ميشال عون وعائلته ، الذين نفوا الادعاء.

## المركز الرئيسى
المقر الرئيسي لبنك سيدروس هو في ضبية مع فرعين في فردان والأشرفية.